# 566
Năm 566 là một năm trong lịch Julius.